# Tinosu
Tinosu – wieś w Rumunii, w okręgu Prahova, w gminie Tinosu. W 2011 roku liczyła 1136 mieszkańców.